# Karakteristieke functie (kansrekening)
De karakteristieke functie van een stochastische variabele {\displaystyle X} is in de kansrekening en statistiek de functie die voor reële {\displaystyle t} gegeven wordt door:
{\displaystyle \varphi _{X}(t)={\mathrm {E} }\left(e^{itX}\right).}
Er is een eenduidig verband tussen de kansverdeling en de karakteristieke functie van {\displaystyle X}, dat wil zeggen dat de ene te berekenen is uit de andere. 
De karakteristieke functie is te berekenen als de integraal: 
{\displaystyle \operatorname {E} \left(e^{itX}\right)=\int _{-\infty }^{\infty }e^{itx}\ \mathrm {d} F_{X}(x),}
waarin {\displaystyle F_{X}} de verdelingsfunctie van {\displaystyle X} is.
Als {\displaystyle X} de kansdichtheid {\displaystyle f_{X}} heeft, gaat deze integraal over in:
{\displaystyle \int _{-\infty }^{\infty }e^{itx}f_{X}(x)\ \mathrm {d} x\,}
De karakteristieke functie bestaat voor elke verdelingsfunctie die op {\displaystyle \mathbb {R} } of {\displaystyle \mathbb {R} ^{n}} gedefinieerd is.

## Voorbeelden

### Normale verdeling
Voor de normale verdeling met parameters {\displaystyle \mu } en {\displaystyle \sigma } is de karakteristieke functie: 
{\displaystyle \varphi _{X}(t)={\frac {1}{\sigma {\sqrt {2\pi }}}}\int _{-\infty }^{\infty }e^{itx}e^{-{\frac {1}{2}}({\frac {x-\mu }{\sigma }})^{2}}\mathrm {d} x=e^{i\mu t-{\frac {1}{2}}\sigma t^{2}}.}

### Exponentiële verdeling
Voor de exponentiële verdeling met parameter {\displaystyle \lambda } is de karakteristieke functie:
{\displaystyle \varphi _{X}(t)=\lambda \int _{0}^{\infty }e^{itx}e^{-\lambda x}\mathrm {d} x={\frac {\lambda }{\lambda -it}}}

## Eigenschappen
De karakteristieke functie is continu in de parameter {\displaystyle t}. Ze neemt steeds de waarde 1 aan in {\displaystyle t=0}.
Voor elk positief geheel getal {\displaystyle n}, elk stel van {\displaystyle n} reële getallen {\displaystyle t_{1},\ldots ,t_{n}} en {\displaystyle n} complexe getallen {\displaystyle z_{1},\ldots ,z_{n}} geldt
{\displaystyle \sum _{i,j=1}^{n}z_{i}{\overline {z}}_{j}\varphi _{X}(t_{j}-t_{i})\geq 0}
Deze drie eigenschappen samen zijn voldoende opdat een gegeven functie {\displaystyle f(t)} de karakteristieke functie van een of andere stochastische variabele zou zijn; dit is de stelling van Bochner.
Voor onderling onafhankelijke stochastische variabelen {\displaystyle X} en {\displaystyle Y} geldt: 
- {\displaystyle |\varphi _{X}(t)|\leq \varphi _{X}(0)=1} (begrensd)
- {\displaystyle \varphi _{aX+b}(t)=e^{\mathrm {i} tb}\varphi _{X}(at)} (lineaire transformatie)
- {\displaystyle \varphi _{X+Y}(t)=\varphi _{X}(t)\ \varphi _{Y}(t)} (convolutie)

Als {\displaystyle X} een dichtheid {\displaystyle f_{X}} heeft:
- {\displaystyle f_{X}(x)={\frac {1}{2\pi }}\int \limits _{-\infty }^{\infty }e^{-\mathrm {i} tx}\varphi _{X}(t)\,\mathrm {d} t} (omkeerformule)

De karakteristieke functie is verwant met een aantal andere integraaltransformaties in de kansrekening, zoals de momentgenererende functie en de kansgenererende functie. 